# Vin issu de la viticulture biologique

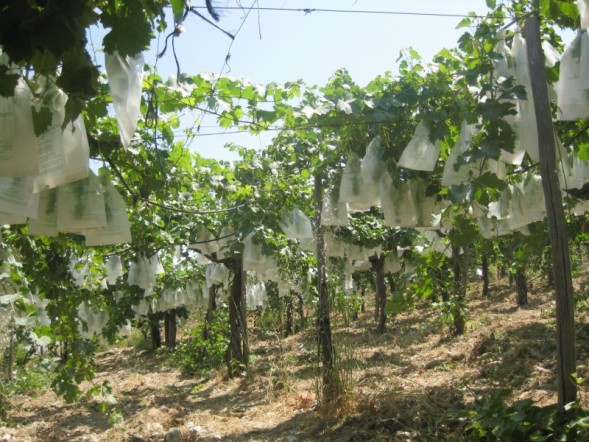
Vignoble conduit en culture biologique.

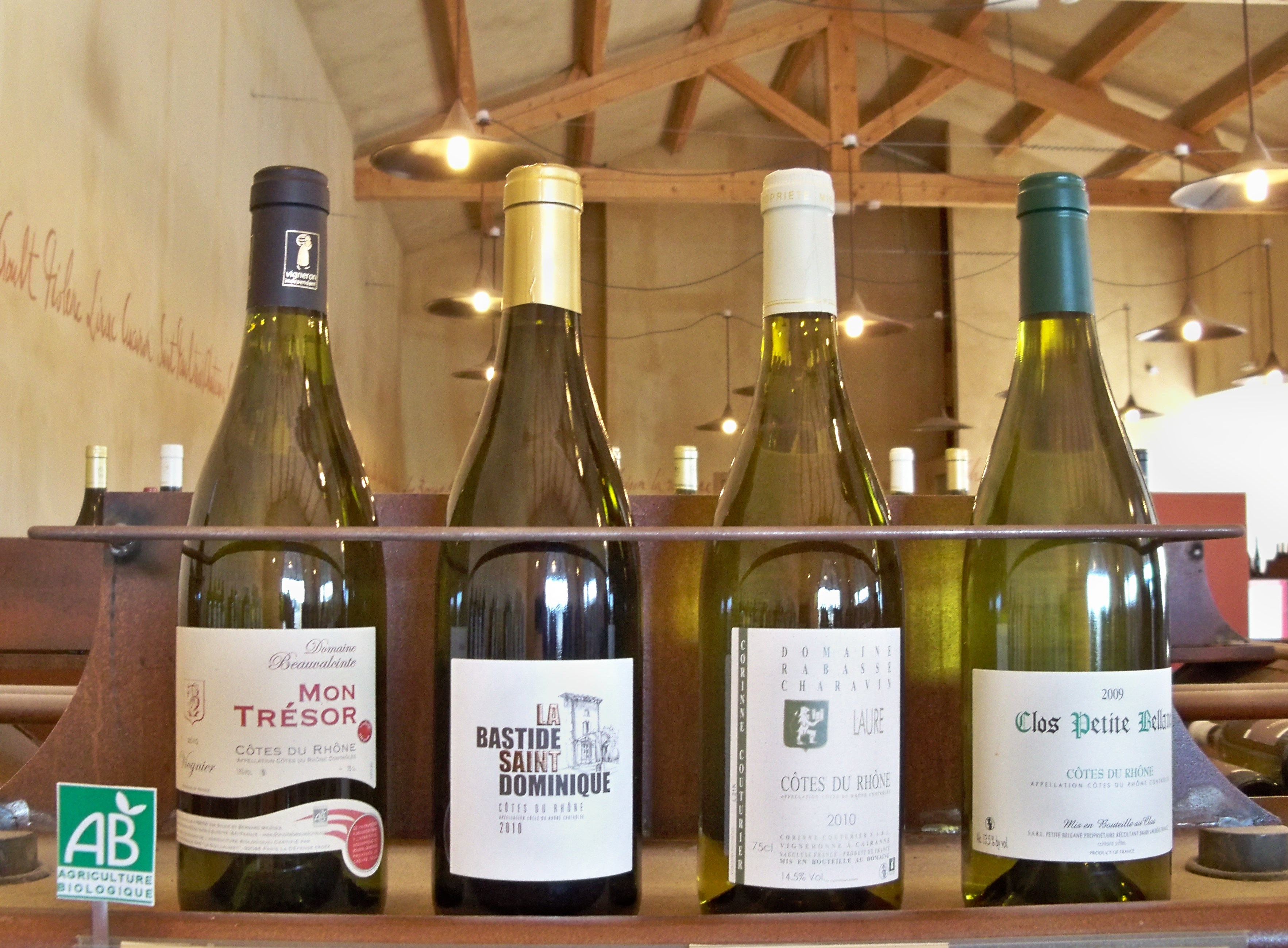
AOC côtes-du-rhône label AB.

Un vin issu de la viticulture biologique décrit un vin produit à partir de raisins issus de l'agriculture biologique, garanti jusqu'en 2012 par des organismes privés gestionnaires de marques.
Depuis 2012, cette dénomination n'est plus attribuée. Il existe depuis cette date un cahier des charges officiel européen, qui définit et réglemente ce qui porte dorénavant le nom de vin biologique, sur l'ensemble du processus (plus uniquement la viticulture biologique mais désormais aussi la vinification). 

## Certification
Pour obtenir le label Agriculture Biologique (label AB), les vignes doivent être conduites selon un cahier des charges précis : interdiction du désherbage chimique et de l'utilisation de produits de traitement de synthèse. La protection du vignoble se fait uniquement avec des produits chimiques « d'origine naturelle » tels le dioxyde de soufre (contre l'oïdium) et le sulfate de cuivre (contre le mildiou), mais souvent aussi avec des décoctions de plantes (vin biodynamique).
La certification se limitait au raisin et ne concernait pas le processus de vinification qui était exclu par le règlement européen de l’agriculture biologique CE 2092/91. Jusqu'en 2012, un vin portant le label AB garantissait la méthode de viticulture, pas le talent du vigneron ou la qualité de la vinification. 
Depuis l'entrée en application le 1er août 2012 du règlement no 203/2012 paru au Journal officiel le 9 mars 2012, une nouvelle certification portant aussi sur la vinification existe et permet d'obtenir la dénomination réglementée de vin biologique.

### Vinification
La dénomination de vin issu de la viticulture biologique n'était donc pas incompatible avec l'utilisation de certains intrants dans la vinification, qui ne faisait pas l'objet d'une certification.
Plusieurs produits et substances sont autorisés dans l’élaboration de ces vins :
- levures sélectionnées et bactéries lactiques pour la fermentation ;
- perlite, cellulose et terre à diatomées pour la centrifugation et la filtration ;
- oxygène gazeux et air pour l'aération et l'oxygénation ;
- phosphate diammonique et dichlorhydrate de thiamine pour la nutrition des levures ;
- ovalbumine, caséines, caséinates de potassium, gélatine alimentaire, colle de poisson, matières protéiques végétales (issues de blé ou de pois), bentonite, dioxyde de silicium, tanins et enzymes pectolytiques pour la clarification ;
- dioxyde de carbone, azote et argon pour créer une atmosphère inerte et manipuler le produit à l’abri de l’air ;
- acide lactique et tartrique pour l'acidification ;
- carbonate de calcium, tartrate neutre de potassium, bicarbonate de potassium pour la désacidification ;
- anhydride sulfureux, bisulfite de potassium, métabisulfite de potassium et acide citrique pour la stabilisation ou la conservation ;
- résine de pin d'Alep (pour vin « retsina »), acide L-ascorbique, dioxyde de carbone, tanins et acide métartratique pour l'addition ;
- charbon à usage œnologique, bitartrate de potassium, alginate de potassium, gomme arabique, citrate de cuivre, morceaux de bois de chêne, azote (pour le barbotage), sulfate de calcium (uniquement pour « vino generoso (en) » ou « vino generoso de licor »).

Les techniques interdites sont la concentration partielle des vins à froid, l'élimination de l'anhydride sulfureux par les procédés physiques, l'électrodialyse pour la stabilisation tartrique, la désalcoolisation partielle des vins, le traitement aux résines échangeuses de cations pour la stabilisation tartrique.

### En France

Logo AB français.

Les certifications pour le vin issu de viticulture biologique sont réalisées par un organisme de contrôle indépendant de la marque qui est contrôlée : en 2011, il y avait six organismes de contrôle en France, tous agréés par le ministère de l'Agriculture, l'INAO et la DGCCRF. Par exemple la FNIVAB, un de ces organismes de contrôle, se présente chez le vigneron adhérent du cahier des charges spécifique Charte FNIVAB et vérifie tous les points de conformité en intrants, doses et procédés. Il envoie ensuite ce rapport d'audit à la Commission de vérification de ces dossiers (CREDAC), au sein de la marque. Cette commission évalue l'importance des manquements et intervient auprès du vigneron pour faire compléter le dossier et ensuite elle délivre ou non le certificat de conformité pour utiliser la marque et son logo. Suivant l'ancienneté d'adhésion du récoltant, entre un quart et la moitié des dossiers nécessitent des compléments de traçabilité car cette pratique demande beaucoup de temps.
- Le label AB certifie la « production » du raisin suivant les critères bio de l'Union européenne, il est réservé à la certification de la production bio du raisin bio[1] ;
- Écocert est un organisme de certification[1] ;
- Demeter est un organisme gestionnaire de marque pour la production et pour la transformation[1].

De son côté, le label Charte FNIVAB ne s'applique que sur des vins de vignobles agréés « agriculture biologique ». Le label FNIVAB certifie la « transformation » du raisin en vin, suivant les critères FNIVAB.
D'une dizaine au début des années 1980, les viticulteurs bio français étaient, en 2005, au nombre de 1 500, 2 301 fin 2008 et 3 024 fin 2009, la première région viticole bio étant le Languedoc-Roussillon avec 12 661 ha en 2009, l'Aquitaine avec 5 464 ha et le Midi-Pyrénées avec 805 ha. Une des raisons de cette augmentation est une volonté d'amélioration de la santé et de ne plus respirer ou être en contact avec les engrais, insecticides, fongicides et désherbants chimiques. Une autre raison, plus commerciale, est qu'il existe aujourd'hui un véritable marché de produits agricoles bio, notamment à l'export, débouché de 70 % des vins bio produits en France.

### En Europe
La reconnaissance de l'agriculture biologique par la Communauté européenne date de 1991.
Le vin bio se dit Biowein en allemand, Organic wine en anglais, etc. 
Ce n'est qu'en 2012 que le vin biologique est défini par la Commission Européenne par son règlement R(UE) 203/2012, qui est entré en application à compter du 1er août 2012
L'Autriche est le pays européen qui consacre le plus de surfaces agricoles à l'agriculture biologique (18,5 % de la SAU en 2009). Les producteurs sont regroupés au sein de l'association nationale Bio Austria, avec obligation que l'intégralité de l'exploitation soit convertie au biologique.
En Allemagne, le vin bio connaît un développement plutôt ancien. La surface viticole cultivée en bio est passée de 2 700 hectares en 2006 à 4 400 hectares en 2008, soit alors 4 % de la surface vinicole totale allemande. Les organismes de certifications sont Bioland, Naturland, Demeter, Biokreis, Biopark, Gäa, Ecovin, etc. Les principaux revendeurs allemands sont Riegel et Vivo lo Vin, faisant du bio un de leurs arguments de vente.

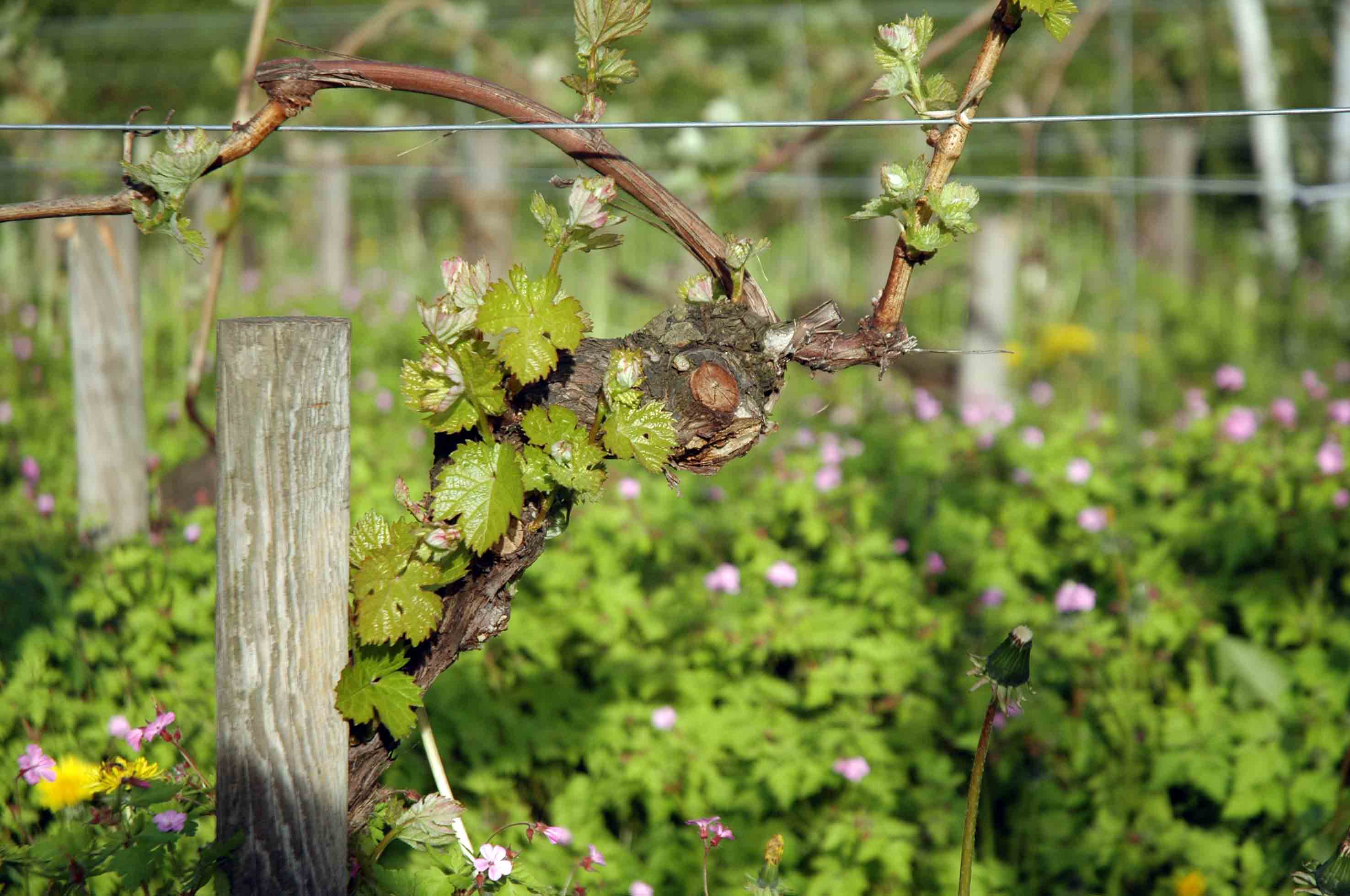
Pied de riesling allemand cultivé en biologique.
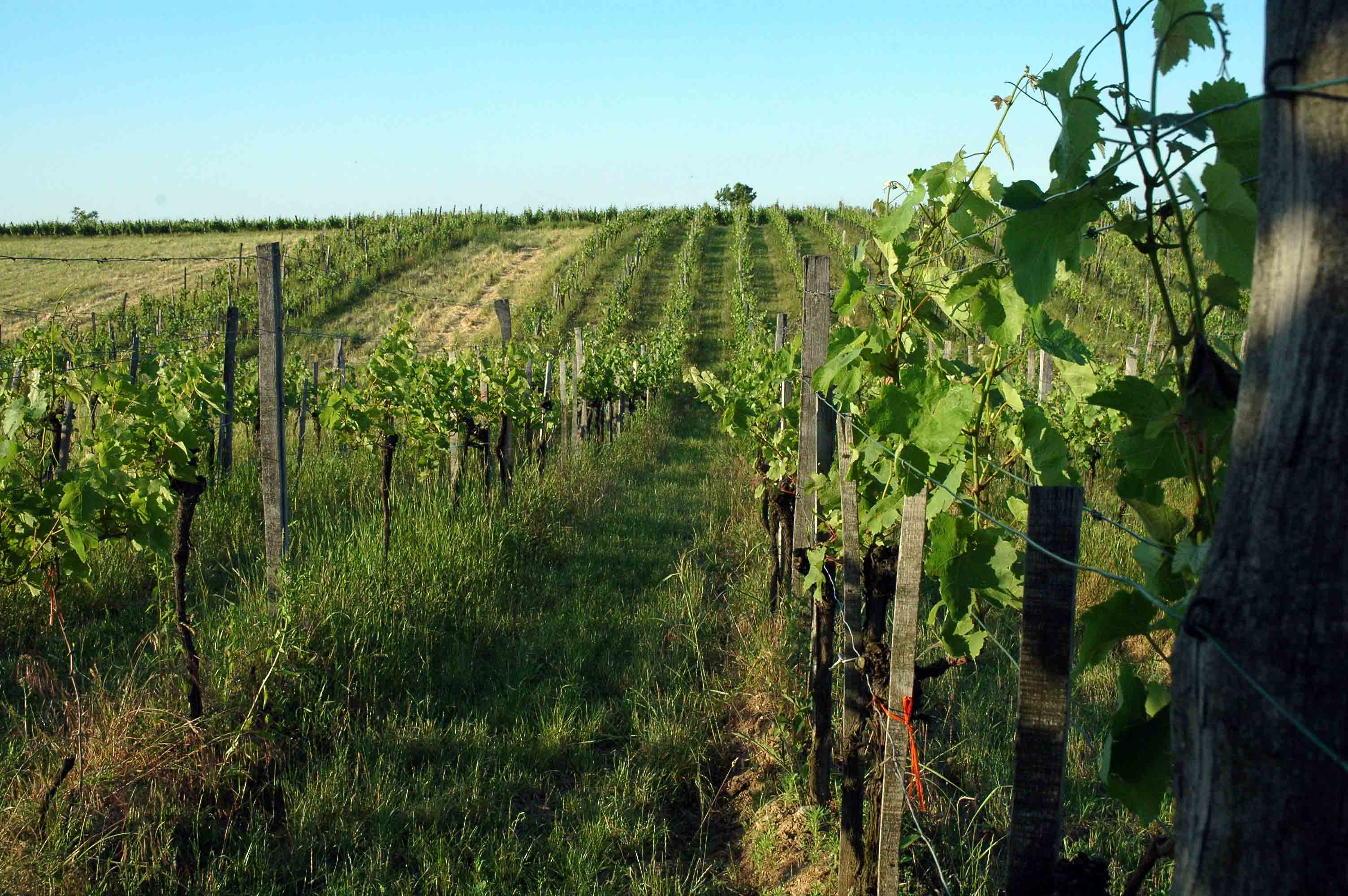
Rang de vignes à l'ouest du lac de Neusiedl, dans le Burgenland (Weingebiet Neusiedlersee-Hügelland), en Autriche.
Logo allemand de l'agriculture bio.
Le label Bourgeon, géré par Bio Suisse.

## Limites du vin issu de viticulture biologique
Une confusion est souvent faite entre vin issu de viticulture biologique et vin naturel. Les terres peuvent montrer une surconcentration en cuivre toxique pour le sol même si le viticulteur bio est soumis à des chartes privées limitant le kg/hectare de bouillie bordelaise, source de cuivre, comme traitement préventif et curatif contre les ravageurs et les maladies du vin issu de viticulture biologique. Jusqu'en 2012, la vinification en bio n'étant pas soumise à ces chartes, rien n'interdisait d'utiliser des additifs chimiques ou des levures issues de la biotechnologie.